# El Mariner de Sant Pau
El Mariner de Sant Pau és una obra del municipi de Camprodon (Ripollès) inclosa en l'Inventari del Patrimoni Arquitectònic de Catalunya.

## Descripció
El Mariner de Sant Pau es troba arrecerat al puig del Mariner Vell, prop del poble de Sant Pau de Seguries. És un gran casal, amb una entrada solemne i un barri que li donen aspecte de petit poble.
L'edifici és obra del segle xvi o XVII, però la documentació és anterior, del segle xiv com a mínim. Té prop seu una capella barroca dedicada a Sant Jaume. És de destacar la pallissa allargassada amb una singular combinació d'arcs i encavallades de fusta.
Les necessitats del transport actual obligaren a enderrocar el portal primitiu d'accés a la finca. A la nova construcció, però, es col·locà la dovella central antiga datada el 1756, on figura una nau que recorda l'origen del fundador del casal.
Avui en dia és també casa de turisme rural.